# (539) Pamina
(539) Pamina es un asteroide perteneciente al cinturón de asteroides descubierto el 2 de agosto de 1904 por Maximilian Franz Wolf desde el observatorio de Heidelberg-Königstuhl, Alemania.
Está nombrado por Pamina, un personaje de la ópera La flauta mágica del compositor austriaco Wolfgang Amadeus Mozart (1756-1791).